# معامل المقطع
معامل المقطع اللدن (S) : هو إحدى الخواص الهندسية للمقاطع، يستخدم بشكل رئيسي في التصميم الإنشائي اللدن للعناصر الإنشائية التي تتعرض لعزم الانعطاف بشكل رئيسي.
حيث الخصائص الهندسية الأخرى هي مساحة المقطع (A)، عزم عطالة المقطع (I)، معامل المقطع المرن (Z) ...
يتم حساب المعامل اللدن بالنسبة للمحورين x أو y للمقطع بإيجاد المحور (الذي يوازي X لحساب Sx، والذي يوازي Y لحساب Sy) الذي يقسم المقطع إلى مساحتين متساويتين، وإيجاد بعد مركز ثقل كل من المساحتين عن هذا المحور، وعندها يساوي المعامل مجموع جدائي كل مساحة ببعد مركز ثقلها عن المحور.
| شكل المقطع                                | شكل | معادلة | تعليق                 |
| ----------------------------------------- | --- | --- | --------------------- |
| مستطيل                                    |     | {\displaystyle S={\cfrac {bh^{2}}{6}}}                                                                                  | السهم هو محور الصفري. |
| كمرة متماثلة على شكل حرف I (محور الرئيسي) |     | {\displaystyle S={\cfrac {BH^{2}}{6}}-{\cfrac {bh^{3}}{6H}}}                                                            | محور الصفري هو NA     |
| كمرة متماثلة على شكل حرف I (محور الثانوي) |     | {\displaystyle S={\cfrac {B^{2}(H-h)}{6}}+{\cfrac {(B-b)^{3}h}{6B}}}                                                    | محور الصفري هو NA     |
| دائرة                                     |     | {\displaystyle S={\cfrac {\pi r^{3}}{4}}={\cfrac {\pi d^{3}}{32}}}                                                      | السهم هو محور الصفري. |
| أنبوبة دائرية                             |     | {\displaystyle S={\cfrac {\pi \left(r_{2}^{4}-r_{1}^{4}\right)}{4r_{2}}}={\cfrac {\pi (d_{2}^{4}-d_{1}^{4})}{32d_{2}}}} | السهم هو محور الصفري. |
| أنبوب مستطيل                              |     | {\displaystyle S={\cfrac {BH^{2}}{6}}-{\cfrac {bh^{3}}{6H}}}                                                            | محور الصفري هو NA     |
| ماسة                                      |     | {\displaystyle S={\cfrac {BH^{2}}{24}}}                                                                                 | محور الصفري هو NA     |
| ممر على شكل حرف C                         |     | {\displaystyle S={\cfrac {BH^{2}}{6}}-{\cfrac {bh^{3}}{6H}}}                                                            | محور الصفري هو NA     |